# 尼古拉·埃纳尔
尼古拉·埃纳尔（法語：Nicolas Hénard，1964年9月16日—），法国男子帆船运动员。他曾代表法国参加1988年和1992年夏季奥林匹克运动会帆船比赛，共获得二枚金牌。